# Ententeich Bremgartenwald
Der Ententeich ist ein Weiher im Bremgartenwald bei Bern im Schweizer Kanton Bern. Er wird vom Drakaugraben, der neben der Halenbrücke in die Aare mündet, be- und entwässert.

## Lage
Der kleine Teich liegt auf einer Höhe von 551 Metern etwa 150 Meter nordwestlich der Autobahn A1 im Wald abseits der offiziellen Wege. Er ist besonders als Amphibien-Laichgewässer und Brutstätte von Mücken bekannt.

## Umgebung
In der Nähe befindet sich eine keltische Viereckschanze.